# Кристијан Родригез
Кристијан Габријел Родригез Бароти (шп. Cristian Gabriel Rodríguez Barotti; Хуан Лаказе, 30. септембар 1985) професионални је уругвајски фудбалер који игра у средини терена на позицији левог крила.
Стандардни је репрезентативац Уругваја за који је одиграо преко 100 утакмица. Са репрезентацијом је освојио трофеј Копа Америка 2011. године. 

## Клупска каријера
Родригез је почео професионално да игра фудбал у екипи Пењарола са непуних 18 година у сезони 2002, а већ наредне године са екипом је освојио и првенство Уругваја. Након три добре сезоне у матичном клубу, у лето 2005. као слободан играч прелази у редове француског великана Париз Сен Жермана за који је играо три сезоне и са ојим је у сезони 2005/06. освојио Куп Француске. 
Потом је једну сезону одиграо као позајмљен играч у португалској Бенфики, да би у јуну 2008. потписао уговор са Портом вредан око 7 милиона евра. Са Портом је освојио по три титуле националног првака и победника купа. По истеку уговора са португалским тимом као слободан играч одлази у Шпанију где потписује четворогодишњи уговор са екипом Атлетико Мадрида. Током прве две сезоне у Атлетику имао је улогу стандардног првотимца, и у том периоду освојио је по један трофеј намењен победнику првенства, националног купа и Суперкупа. У другом делу сезоне 2014/15. игра као позајмљен играч, прво у италијанској Парми, а потом у бразилском Гремију. 
У лето 2015. враћа се у Јужну Америку где као слободан играч потписује двогодишњи уговор са аргентинским Индепендијентеом, а у јануару 2017. враћа се у матични Пењарол. 

## Репрезентативна каријера
За сениорску репрезентацију Уругваја дебитовао је као осамнаестогодишњак у пријатељској утакмици са Мексиком играној 15. октобра 2003. и од тада је стандардни репрезентативац. 
Највеће успехе у репрезентативном дресу остварио је играјући на такмичењима за Копа Америка, освојивши бронзану медаљу у Перуу 2004. и злато у Аргентини 2011. године. Такође је играо и на Купу конфедерација 2013. када је Уругвај освојио четврто место.
На светским првенствима играо је у Бразилу 2014. и Русији 2018. године.
У дресу репрезентације Уругваја одиграо је више од 100 званичних утакмица. 

## Успеси и признања
ФК Пењарол
- Првенство Уругваја: првак 2016/17.
- Куп уругваја: 2017/18.

 ФК Париз Сен Жермен
- Куп Француске: победник 2005/06.

 ФК Порто
- Прввенство Португалије: победник 3× (2008/09, 2009/10, 2010/11)
- Португалски куп: победник 3× (2008/09, 2009/10, 2010/11)
- Португалски суперкуп: победник (2010)
- УЕФА лига Европе: победник 2010/11.

 ФК Атлетико Мадрид
- Ла лига: победник 2013/14.
- Куп краља: победник 2012/13.
- Шпански суперкуп: победник 2014.
- УЕФА суперкуп: победник 2012.
- УЕФА Лига шампиона: финалиста 2013/14.

 Уругвај
- Копа Америка: злато (2011); бронза (2004)
- Куп конфедерација: 4. место 2013.